# دیونیسیوس سیتوبراکیون
دیونیسیوس سیتوبراکیون (انگلیسی: Dionysius Scytobrachion; ۱ ژانویهٔ ۰۳۰۰ – ۱ ژانویهٔ ۰۳۰۰)، همچنین به نام دیونیسیوس میتیلینی (پایتخت موتیلنه لسبوس نیز شناخته می‌شود، نویسنده مجموعه ای از داستان‌ها در منطقه ای بود که اکنون به نام لیبی شناخته می‌شود. آثار او خدایان المپی (دوازده ایزد المپ‌نشین) را به‌عنوان انسان‌های فانی از گذشته‌های دور به تصویر می‌کشید و موضوعات شامل آمازون‌ها (اسطوره‌شناسی یونان)، اسکندر مقدونی و آرگونوت‌ها بود. داستان‌های اخیر شامل یک اثر شش کتابی است که به آرگونوت‌ها معروف است، که در آن ناخدای آرگو هرکول هراکلس، به جای یاسون، مانند بیشتر داستان‌های مدرن است. این داستان‌ها توسط دیودور سیسیلی به عنوان منبع استفاده شده است.